# Оскар Сендре
Оскар Сендре (мађ. Szendrő Oszkár) био је мађарски фудбалер који је играо на позицијама на средини терена. Сендро, који је пореклом био Јеврејин, играо је клупски фудбал за Будимпештански ТК, такође је играо за мађарску репрезентацију на међународном нивоу, забележивши 13 наступа између 1908. и 1913. године, и наступио је на Летњим олимпијским играма 1912. године.

## Професионално

### Клубови
Сендре је започео своју фудбалску каријеру када је потписао уговор са Будимпештанским ТК 1905. године. Тада је имао 15 година.

### Репрезентација
Сендре је одиграо 13 утакмица са репрезентацијом Мађарске између 1908. и 1913. године. Године 1912, био је члан Мађарског олимпијског тима.

## Достигнућа
- Прва лига Мађарске у фудбалу
  - 3. место: 1908/09, 1912/13.
- Куп Мађарске у фудбалу
  - финалиста: 1910.

## Главни извори
- Antal Zoltán – Hoffer József: Alberttől Zsákig, Budapest, Sportkiadó, 1968
- Rejtő László – Lukács László – Szepesi György: Felejthetetlen 90 percek, Budapest, Sportkiadó, 1977,  963-253-501-4